# Cuba, Haiti, Nicaragua, Venezuela Parole Program
Le Cuba, Haiti, Nicaragua, Venezuela Parole Program (ou programme CHNV) est un dispositif dans le cadre duquel des citoyens de ces quatre pays et des membres de leur famille proche pouvaient entrer légalement aux États-Unis et s'y réfugier temporairement en raison de la situation des droits humains dans leur pays d'origine. Ce programme mis en place à partir de 2022 par Joe Biden est interrompu brutalement en 2025 par Donald Trump, mais l'initiative de Trump est bloquée par une juge fédérale. 

## Mise en place du programme par Joe Biden
Cette autorisation de séjour (appelée « liberté conditionnelle », ou « parole (en) ») était accordée pour une période allant jusqu'à deux ans si une personne aux États-Unis acceptait de les soutenir financièrement et à condition de passer avec succès des contrôles de sécurité. Le programme a été lancé par Joe Biden et mis en œuvre entre 2022 (pour le Venezuela) et 2023 (Cuba, Haïti et Nicaragua) en réponse au nombre élevé de migrants et de demandeurs d'asile originaires de ces pays qui traversaient les États-Unis à la frontière sud-ouest avec le Mexique. Le programme CHNV Parole s'inspire du programme Uniting for Ukraine, mis en œuvre en avril 2022 en réponse à l'arrivée d'un grand nombre d'Ukrainiens à la frontière entre les États-Unis et le Mexique en 2022, à la suite de l'invasion de l'Ukraine par la Russie. Le programme CHNV a été vivement critiqué par les républicains, mais des tribunaux ont confirmé sa légalité,. 
Le programme a permis de réduire considérablement le nombre de personnes de ces nationalités qui franchissent la frontière illégalement. Après la mise en œuvre du programme de libération conditionnelle humanitaire pour les Vénézuéliens, le nombre de Vénézuéliens arrêtés chaque semaine par le Département de la Sécurité intérieure des États-Unis a chuté de plus de 90 %. Le gouvernement américain a promis d'expulser toute personne originaire de ces quatre pays qui arriverait aux États-Unis sans passer par le programme.

## Interruption du programme par Donald Trump
La fin du programme est annoncée en janvier 2025 par un décret du gouvernement de Donald Trump,, qui affecte la grande majorité des 500 000 bénéficiaires de ce programme, qui « se retrouveront sans statut [légal], sans permis de travail et passibles d’expulsion », selon l'estimation d'une avocate californienne à partir du 24 avril, et sans réelle solution de relocalisation. Une juge fédérale de Boston suspend cette décision le 14 avril, considérant que l’administration Trump ne peut appliquer une procédure d’expulsion accélérée prévue pour les étrangers entrés illégalement dans le pays à ceux qui s’y trouvent légalement en vertu de ce programme, et le 5 mai, un panel de trois juges de la Cour d'appel des États-Unis confirme le blocage temporaire de l'administration ; celle-ci s'en remet à la Cour suprême, à majorité conservatrice,, qui, le 30 mai 2025, valide sa décision temporairement, en attendant un jugement sur le fond,,,. Haïti fait également partie d'une liste de douze pays dont les ressortissants sont interdits d'entrée sur le territoire américain à partir de juin 2025.
En juin 2025, des centaines de milliers de ressortissants de Cuba, d'Haïti, du Nicaragua et du Venezuela sont informés que leur autorisation de vivre et de travailler aux États-Unis a été révoquée et qu'ils doivent quitter le pays ; le message les menace de mesures coercitives, notamment la détention et l'expulsion.
Fin juillet, la juge fédérale Jia M. Cobb (en) rend une décision historique interdisant au département de la Sécurité intérieure de recourir à l'expulsion accélérée pour renvoyer les immigrants admis au titre de ce programme humanitaire, garantissant ainsi leur droit à une audience devant un tribunal.